# Guy of Gisburne

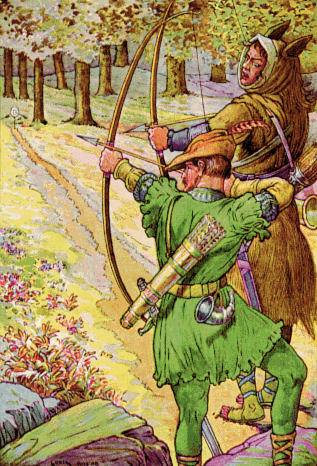
Robin Shoots with Sir Guy av Louis Rhead. Illustration i Bold Robin Hood and His Outlaw Band: Their Famous Exploits in Sherwood Forest.

Sir Guy of Gisburne (ibland även Guy of Gisborne) är en av Robin Hoods huvudfiender i de gamla legenderna kring den medeltide hjälten som tog från de rika och gav till de fattiga.